# Alfama

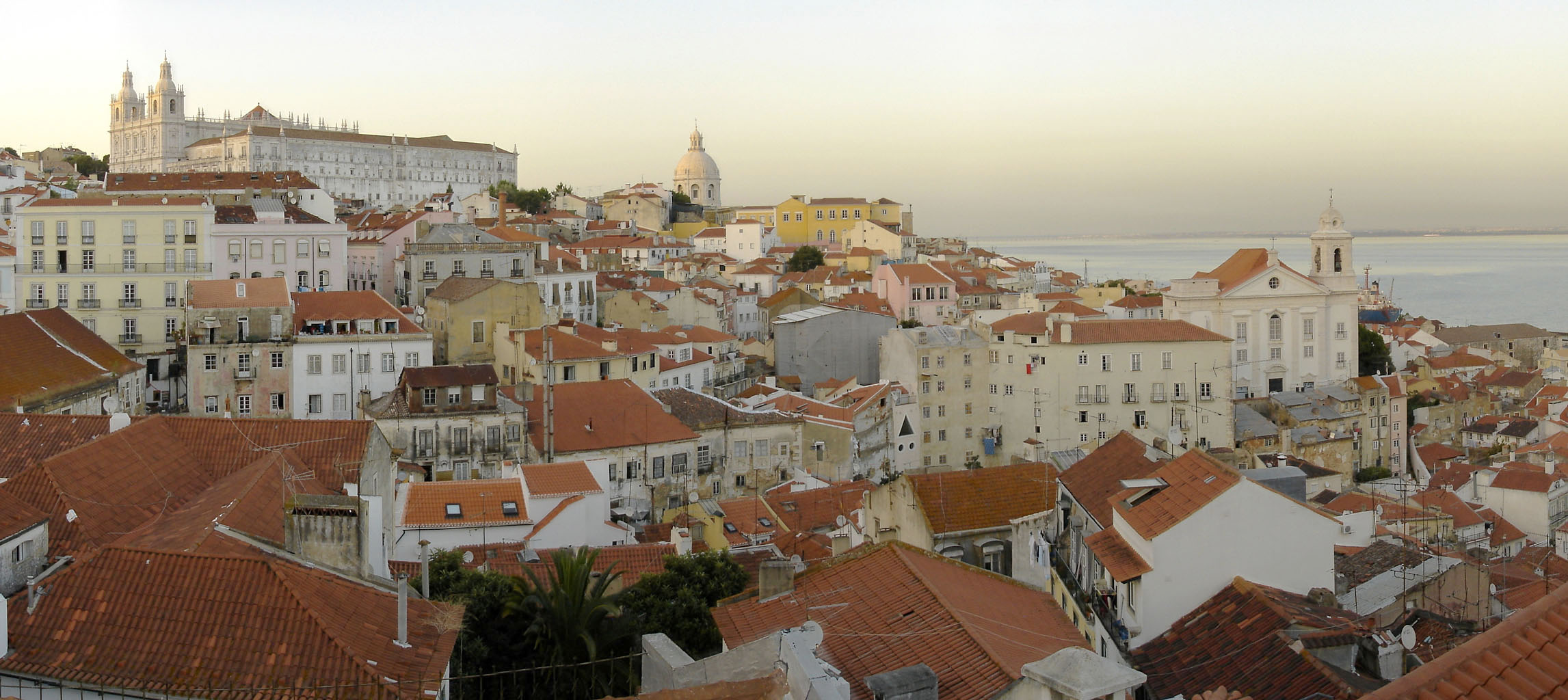
Widok na Alfamę

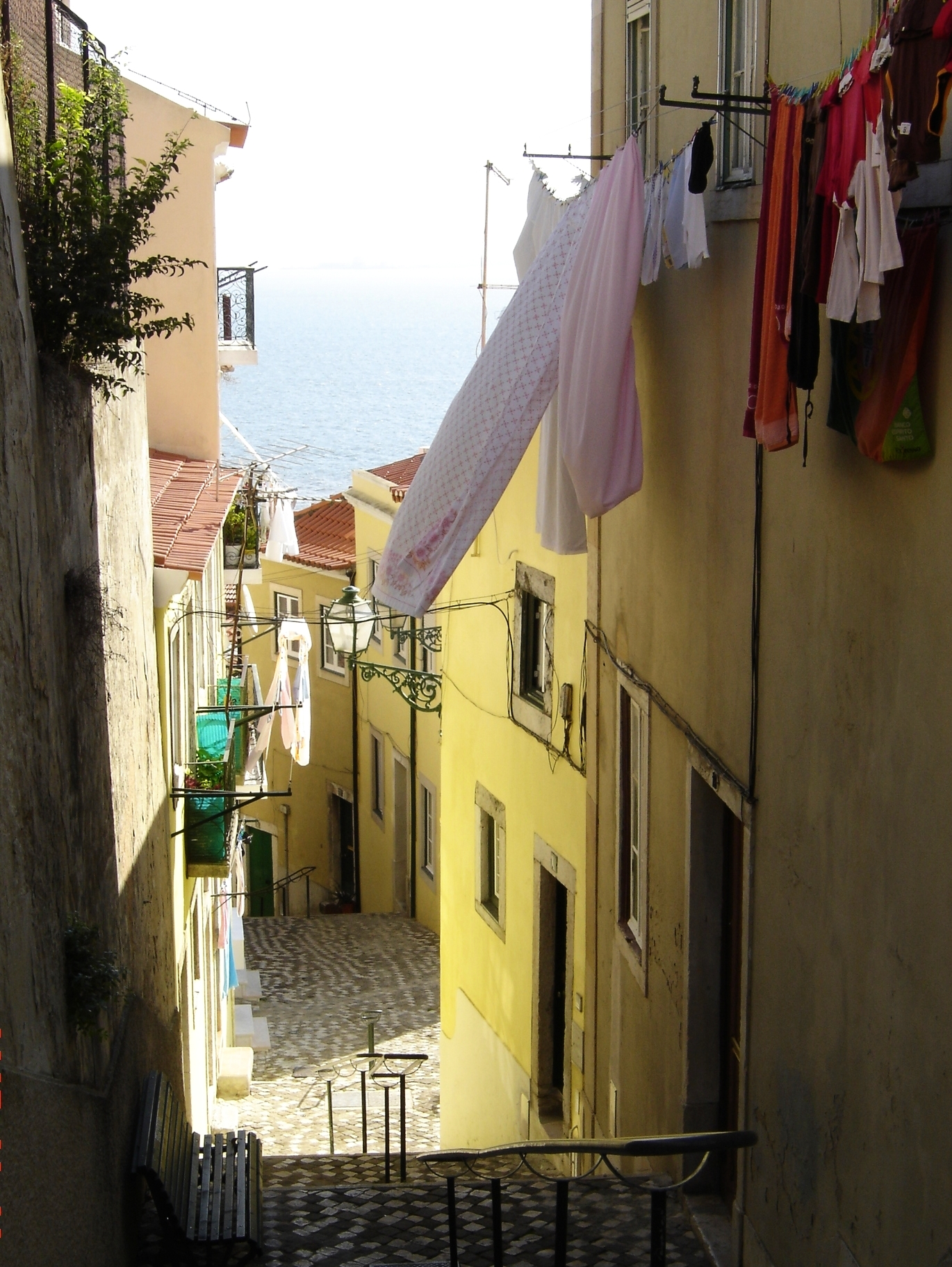
Uliczka Alfamy, w oddali rzeka Tag

Alfama (wym. [aɫˈfɐmɐ]; z arabskiego ألحمّة / al-ḥamma – źródło, łaźnie) – najstarsza dzielnica Lizbony, zbudowana na skalistym stoku nad brzegiem Tagu. Administracyjnie należy do kilku dzielnic.
W okresie panowania Maurów obszar ten stanowił centrum miasta. Po zdobyciu miasta przez chrześcijan w połowie XII w. stopniowo (w obawie przed trzęsieniami ziemi) zaczęto przeprowadzać się do innych dzielnic, w tym m.in. na tereny dzisiejszej Baixy. Alfama stała się wówczas dzielnicą zamieszkaną przez najniższą warstwę społeczną, m.in. rybaków. Jednak charakterystyczne położenie Alfamy przyczyniło się do tego, że w czasie wielkiego trzęsienia ziemi w 1755 roku zabudowania Alfamy przetrwały praktycznie w nienaruszonym stanie.
Na terenie Alfamy nie zachowała się zabudowa mauretańska, z wyjątkiem planu ulic, który przypomina stare dzielnice Maghrebu. Fragmenty najstarszych murów widoczne są jednak w wielu miejscach, m.in. w murach oporowych oraz przyziemiach niektórych domów. Zabytki ulokowane są jedynie na obrzeżach Alfamy, są to m.in.: Zamek św. Jerzego (zbudowany w czasach mauretańskich), katedra Sé, kościół św. Antoniego z XII w. i kościół św. Michała (Igreja de São Miguel).
Ulice Alfamy są wąskie, kręte i z reguły strome, do dziś brukowane jedynie drobną, nierówną kostką - taką samą kostką brukowane są również wąziutkie (na jedna osobę) chodniki. Wiele z ulic jest tak wąskich, że niemożliwy jest w nie wjazd samochodem. Na najstromszych odcinkach uliczki przechodzą w długie ciągi schodów - wejścia do domów prowadzą wprost z niewielkich podestów między nimi. Kronikarz Alfonsa I Zdobywcy opisuje Alfamę następującymi słowami:

(...) zamiast ulic [Maurowie] mają tu strome ścieżki, a domy zbudowano tak blisko siebie, że z wyjątkiem dzielnicy kupieckiej trudno znaleźć tu ulicę szerszą niż na dwa i pół metra.

W dzielnicy tej narodziła się pod koniec XIX wieku muzyka portugalska – fado. Współcześnie na obrzeżach Alfamy mieści się m.in. muzeum poświęcone fado i gitarze portugalskiej (Casa do Fado e da Guitarra Portuguesa).